# Празька (станція метро)
55°36′44″ пн. ш. 37°36′14″ сх. д. / 55.61222° пн. ш. 37.60389° сх. д.
«Празька» (рос. Пражская) — станція Серпуховсько-Тимірязєвської лінії Московського метрополітену була відкрита в 1985, через два роки після відкриття Серпуховсько-Тимірязєвської лінії.

## Технічна характеристика
Конструкція станції — колонна трипрогінна мілкого закладення (глибина закладеня — 9,5 м). Побудована зі збірного залізобетону. При проектуванні і будівництві були використані спеціальні шумопоглинаючі матеріали, завдяки цьому рівень шуму на станції при прибутті поїзда значно знижений.

## Вестибюлі й пересадки
Станція має два вестибюлі, вихід через північний вестибюль по ескалаторах на вулицю Кіровоградська. Через південний вестибюль — по ескалаторах на вулиці Червоного Маяка та Кіровоградська, до торгового комплексу «Електронний рай».

## Оздоблення
Оздоблення станції різко випадає з московської стилістики. Насамперед, вона дуже темна. В оздоблені станції використані керамічна плитка коричневих тонів, якою оздоблені стіни, золотистий метал, що покриває прямокутної форми колони. Станцію прикрашають біла підвісна стеля, розсіює світло що ллється згори. Стеля над коліями пофарбована в чорний колір. В архітектурно-художньому оздоблені використані ескізи чеських майстрів. У вестибюлі розміщені скульптури, що символізують образ Праги, в переході — скульптура, що уособлює річку Влтаву. Біля входу на станцію — скульптурна композиція «Космонавти». Весь комплекс станції — підземний вестибюль, касові зали, підземні переходи і їх вхідні павільйони виконані в єдиному стилі — з використанням коричневої керамічної плитки і золотистих колон.
Станція побудована за участю чехословацьких архітекторів та інженерів. Одночасно в Празі за участю радянських архітекторів була побудована станція «Московська»; згодом вона була перейменована на «Андел».

## Колійний розвиток

Схема колійного розвитку станції «Празька»

Станція з колійним розвитком — 6 стрілочних переводів, перехресний з'їзд і 2 станційні колії для обороту та відстою рухомого складу.
Станція має оборотні тупики і була кінцевою станцією протягом 15 років, до відкриття станції «Вулиця Академіка Янгеля». На середину 2010-х на станції проводиться зонний оборот поїздів у години пік.

## Пересадки
- Автобуси: м95, м96, м97, 852, с908, с929, 938, с941, 947, с960, с970, с997